# 中間値の定理

中間値の定理：関数 f を閉区間 上で連続な関数とすると、 を満たす実数 s に対して、 を満たす実数 x が少なくとも一つ存在する。

中間値の定理（ちゅうかんちのていり、英: intermediate value theorem）とは、実数の区間の連結性に関する以下のような存在型の定理である。
中間値の定理 ― 実数直線 R の閉区間 I = [a, b] 上で定義される連続な実数値関数 f が f(a) < f(b) を満たすとき、閉区間 [f(a), f(b)] 内の任意の点 γ に対して、γ = f(c) となる I 内の点 c が存在する。
この「明らか」な定理の証明を与えたのはボルツァーノである。

## 概要
直感的には、平面上に異なる2点をとり、この2点を結ぶ連続な曲線を描く。そしてこの2点の位置関係が互いに反対側になるように直線を引いたとき、その曲線と直線とがどこかで必ず交点を持つ、ということに相当している。
ある種自明のように思われるが、これは実数の閉区間が連結であり、その連続像が再び閉区間したがって連結となること（一般に連結な位相空間の連続写像による像はやはり連結である）から成り立つ定理である。
なお、「任意の閉区間が連結である」ことと「実数の連続性が成立する」ことは同値であり（例えば、有理数体上では［a, b］は連結でない）、中間値の定理自体も結局は実数の連続性と同値である。
中間値の定理のある種の逆、つまり任意の中間値をとる関数は連続である、は成り立たないことがダルブーにより示されている。
また、より一般に、連結空間上の実数値連続関数について以下のことが成り立ち、これも中間値の定理と呼ばれる。
中間値の定理 ― 連結空間 S 上で定義された実連続関数 f : S → R の、S の2点 x1, x2 における値を f (x1) = α, f (x2) = β とすると、α < γ < β を満たす任意の実数 γ について f (x) = γ を満たす点 x ∈ S が存在する。
この連結空間 S を実数の有界閉区間 [a, b] に、2点 x1, x2 をその両端点 a, b に限定すると冒頭に述べた主張が得られる。

## 証明
#概要に述べた一般化された定理について証明する。必要な事実は
- 連結空間の連続像は連結である

ということだけである（この事実はここでは認めて話を進めることにする）。

## 存在型の定理
この種の定理は「存在」に関しては保証してくれるが、「具体的にどこにあるか」については分からない。具体的にどこにあるのか知りたい場合には別の考察が必要であるが、「存在」さえ確かめられれば、それでいい場合も多い。
似たような存在型の定理に、ロルの定理や平均値の定理などがある。

### 注
1. ↑  したがって、中間値の定理を仮定してデデキント切断を定義すると、実数の連続性を証明することができる。
2. ↑  α ≥ β の場合は α < γ < β である実数 γ はそもそも存在しないので、この場合については空虚な真であり、何も示す必要はない。
3. ↑  c は、実際には f(x) が γ 以下となる I に属する x 全体からなる集合の上限として与えられる。f(c) が γ でないと仮定すると、直ちに矛盾が生じる。

## 関連文献
- 杉浦光夫『解析入門1』東京大学出版会、1980年4月。ISBN 978-4-13-062005-5。
- 高木貞治、黒田成俊 補遺『定本　解析概論』岩波書店、2010年9月15日。ISBN 978-4-00-005209-2。
- E. ハイラー、G. ヴァンナー 著、蟹江幸博 訳『解析教程』 下、丸善出版、2012年。ISBN 978-4-621-06190-9。
- 藤原松三郎『微積分学』 第1巻（改訂新編）、内田老鶴圃〈数学解析第一編〉、2016年。ISBN 978-4-7536-0163-9。
- 松坂和夫『集合・位相入門』岩波書店〈松坂和夫 数学入門シリーズ〉、1968年6月10日。ISBN 978-4-00-029871-1。